# Granica (Beskid Sądecki)
Granica (715 m) – szczyt  w Beskidzie Sądeckim. Znajduje się w  Paśmie Jaworzyny w bocznym grzbiecie opadającym na południe od głównej grani tego pasma do Popradu. W grzbiecie tym, oddzielającym dolinę potoku Jaworzyna od doliny Łomniczanki i jej dopływu Mała Łomnicka, kolejno od dołu znajdują się: Kicarz (704 m), Granica (714 m), Groń (802 m). 
Szczyt Granica wznosi się nad miejscowościami Piwniczna-Zdrój, Kokuszka i Łomnica-Zdrój. Na jego wierzchołku stykają się granice tych miejscowości i stąd nazwa szczytu. Jego wierzchołek jest zalesiony, stoki natomiast są w dużym stopniu bezleśne, zajęte przez pola uprawne i zabudowania tych miejscowości. Żółty szlak turystyczny z Piwnicznej-Zdroju omija wierzchołek Granicy, trawersując jej zachodnie stoki.
Szlaki turystyczne
 żółty szlak z Piwnicznej-Zdroju przez Granicę, Groń i Przełęcz Bukowina na Halę Pisaną